# Maserati A6 1500
La Maserati A6 1500, anche conosciuta come "Maserita", è un modello di autovettura sportiva prodotta dalla Maserati tra il 1947 e il 1950.
È la prima Maserati stradale, voluta da Adolfo Orsi, proprietario della casa del Tridente dal 1937, anno in cui l'aveva rilevata dai fratelli Maserati ed è anche l'ultimo progetto sviluppato da questi ultimi, che al momento della cessione avevano sottoscritto un patto decennale per fornire la loro consulenza tecnica.

## Storia

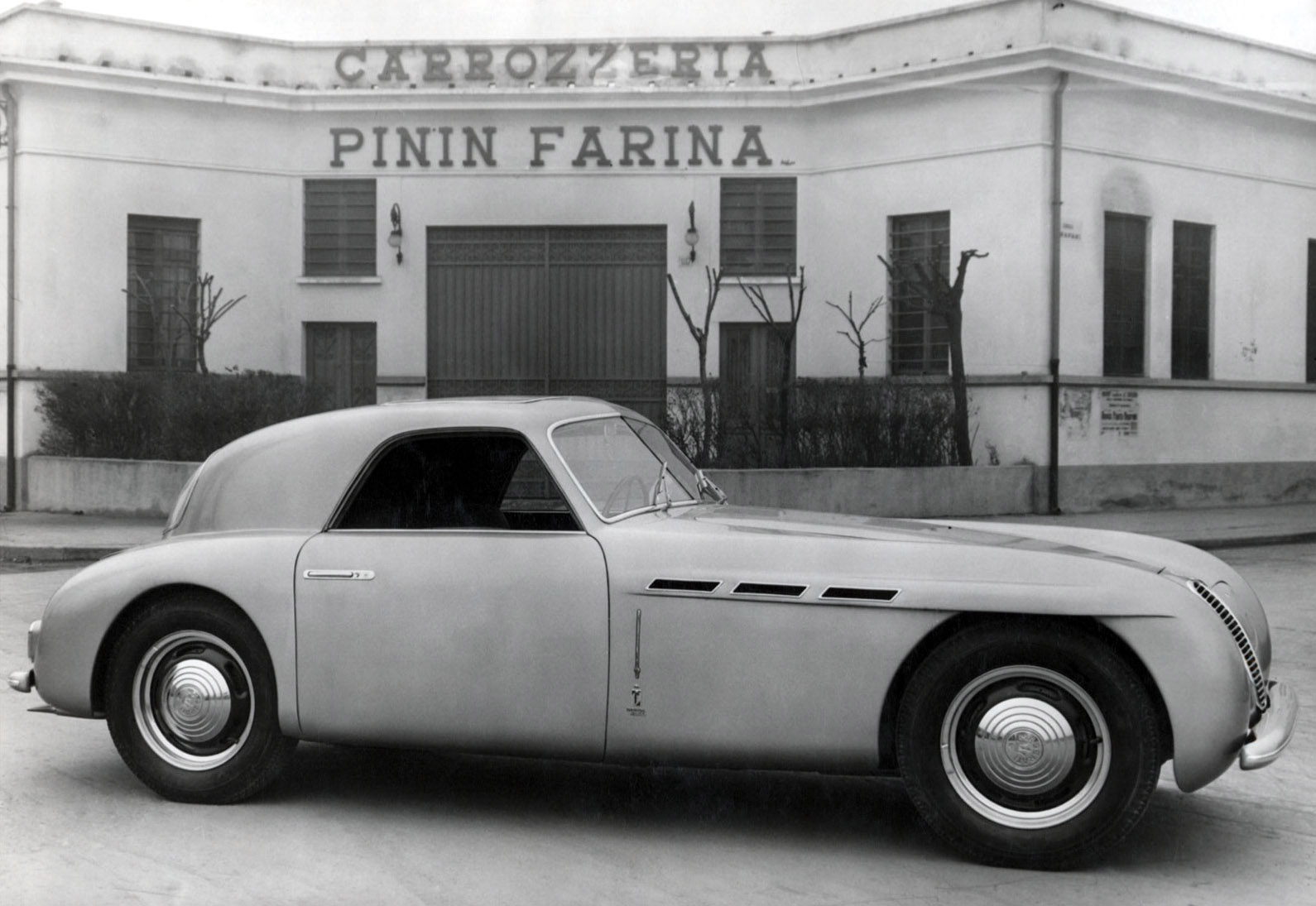
Il prototipo con i fanali a scomparsa

La decisione di dare avvio alla realizzazione di una vettura sportiva da mettere a disposizione dei gentleman-driver fu presa nell'inverno del 1945, e i primi due prototipi con carrozzeria di tipo "barchetta", telai n.051 e n.052, iniziarono la fase di collaudo e sviluppo già nell'estate dell'anno successivo.
La vettura venne presentata al Salone dell'automobile di Ginevra nel marzo 1947, con una carrozzeria coupé allestita da Pininfarina, denominata Turismo Coupé e caratterizzata dai fari a scomparsa, soluzione poi abbandonata nella produzione in piccola serie.
Successivamente alla presentazione il carrozziere torinese modificò la vettura esposta, telaio n.053, affinché diventasse più confortevole, proseguendo in quella direzione anche per la 2ª serie del 1949. Quella stessa vettura, acquistata da un industriale milanese con rapporti d'affari in Argentina, fu ceduta a Evita Perón, circostanza che assegnò alla "A6" il soprannome popolare di "Maserita", la Maserati di Evita. Il prezzo all'epoca era di 4,5 milioni di lire e la consegna a sette mesi dall'ordine.

## La produzione

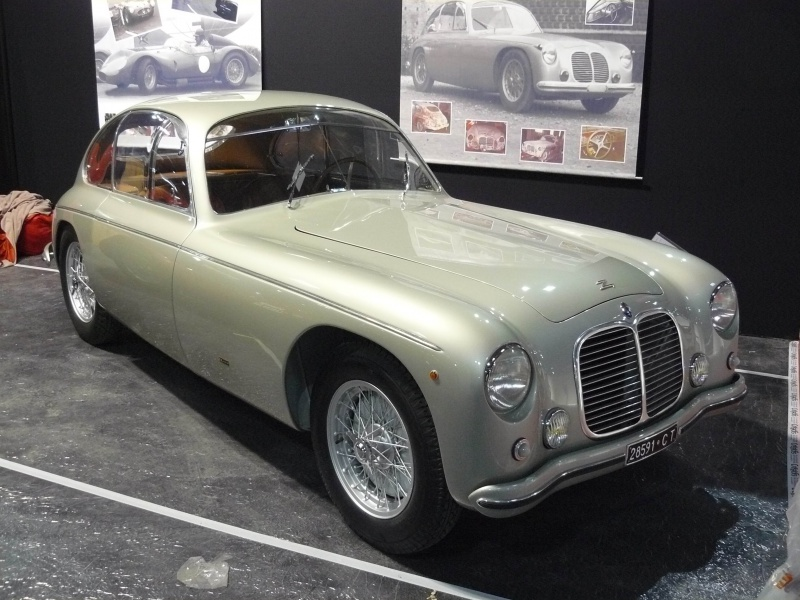
Maserati A6 1500 Panoramica

Dopo un avvio stentato, anche dovuto all'inesistenza del marchio sul mercato prima di allora, gli ordinativi iniziarono a crescere in virtù delle brillanti vittorie conseguite sulle piste di tutta Europa. 
La Maserati A6 1500 venne prodotta in 61 esemplari, con numeri di telaio dal n.051 al n.0112: 2 nel 1946, 3 nel 1947, 9 nel 1948, 25 nel 1949 e 22 nel 1950. Furono, in maggior parte, carrozzati coupé da Pininfarina, oltre a qualche spider, sempre di Pininfarina e la Panoramica di Zagato. Quest'ultimo modello fu realizzato dalla carrozzeria milanese su richiesta di Adolfo Orsi che decise di "sacrificare" il telaio n.052, uno dei due prototipi barchetta del 1946.
Il motore "1500" fu la base per le vetture da corsa e da strada Maserati degli anni successivi, partendo dalla A6 GCS (acronimo di Ghisa, Corsa, Sport) del 1948.